# Heiliger Ring

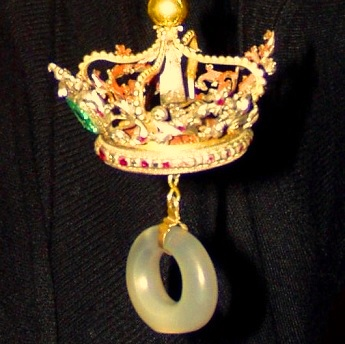
Der Heilige Ring mit barocker Krone

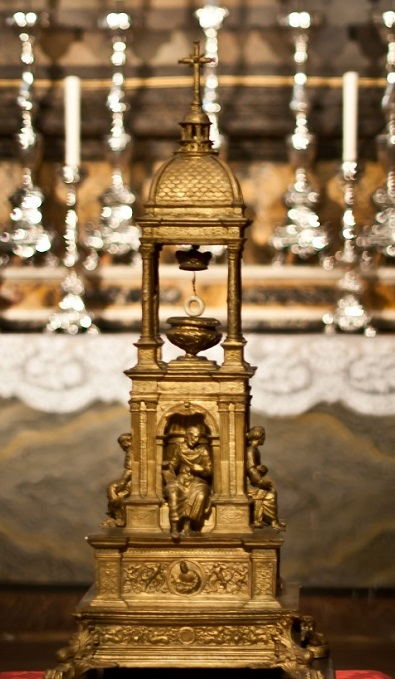
Turmreliquiar des Santo Anello vor dem Altar der Josefskapelle

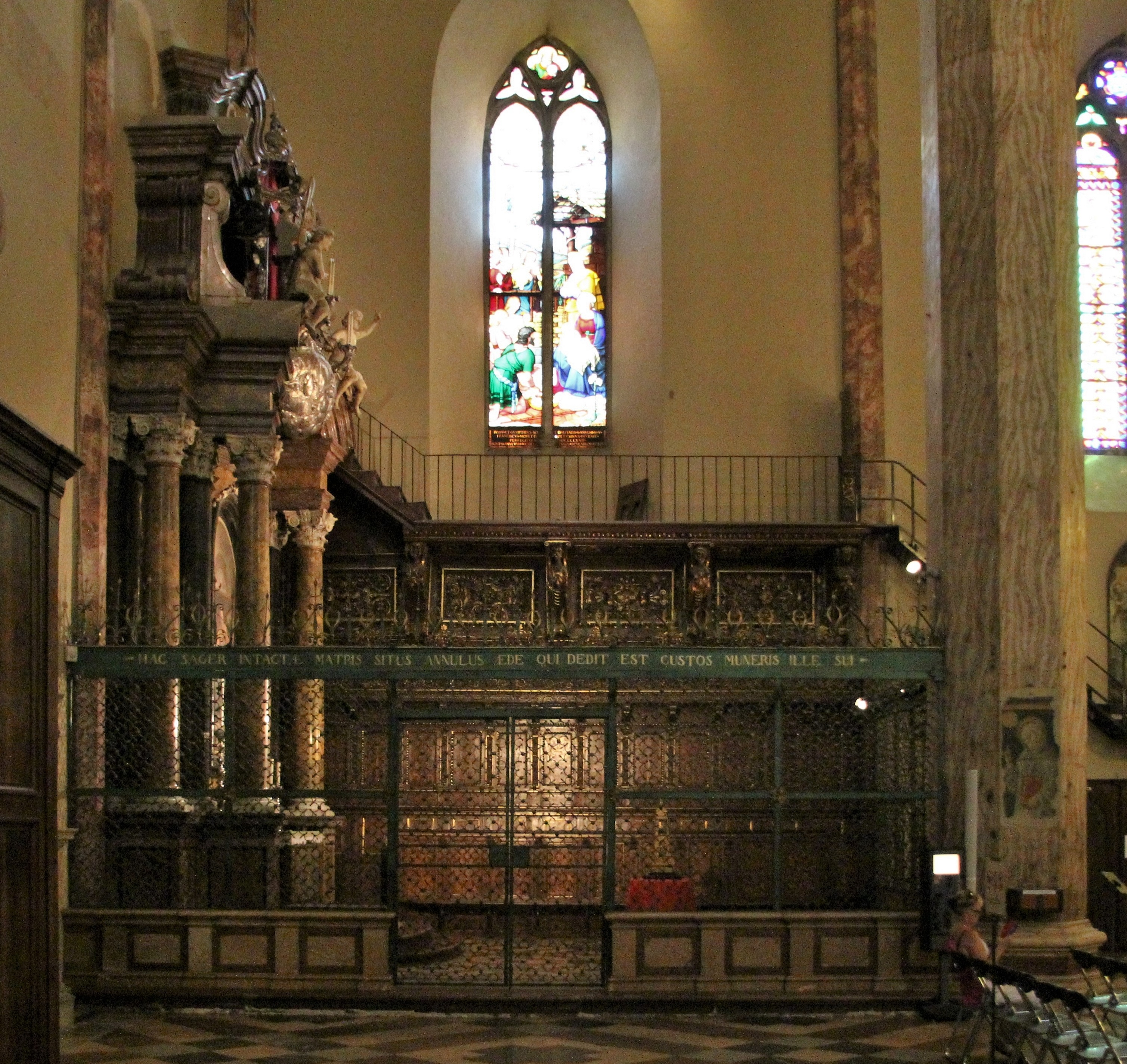
Seitenansicht der Josefskapelle im ersten Joch des linken Seitenschiffs des Doms; Inschrift am Gitter: HAC SACER INTACTAE MATRIS SITUS ANNULUS AEDE QUI DEDIT EST CUSTOS MUNERIS ILLE SUI. – „In dieser Kapelle befindet sich der heilige Ring der unversehrten Mutter. Derselbe, der ihn gab, [der hl. Josef] ist Hüter seines Geschenks“.

Der Heilige Ring (it. Santo Anello) ist eine Reliquie, die im Dom von Perugia aufbewahrt wird. Er wird als jener Verlobungsring verehrt, den der heilige Josef der Jungfrau Maria bei ihrer Verlobung angesteckt habe. Im Spätmittelalter wurde ihm höchste Heiligkeit und Wundertätigkeit beigemessen, sodass er viele Pilger anzog. Seine diebstahlsweise Translation von Chiusi nach Perugia löste kriegsähnliche Auseinandersetzungen aus. Bis heute ist die feierliche Enthüllung und Darbietung des Rings in den letzten Julitagen eine viel besuchte Festlichkeit. Vor allem neu Verlobte und Verheiratete bitten dabei um Segen.

## Beschreibung
Der Ring besteht nicht aus Metall, sondern aus honiggelbem, leicht durchscheinendem Chalcedon. Er ist im Querschnitt rund und verdickt sich oben (in der heutigen Aufhängung unten). Dort ist er leicht abgeflacht und enthält eine Eintiefung. Diese war vielleicht einmal mit einem Reliefbild versehen oder barg eine Gemme. Es könnte sich um den Siegelring eines vornehmen Römers aus dem 1. Jahrhundert n. Chr. handeln.
Der Ring hängt an einer kostbaren kleinen Krone von 1716 in einem kleinen Turmreliquiar in einem mehrfach verschlossenen Kasten hinter einem Vorhang auf einer schwebenden silbernen Wolke oberhalb des Altars der ihrerseits vergitterten Josefskapelle. Zur festlichen Vorweisung wird die Wolke heruntergelassen (calata dell’anello) und das Reliquiar mit dem sichtbar darin hängenden Ring den Gläubigen ausgestellt.

## Geschichte

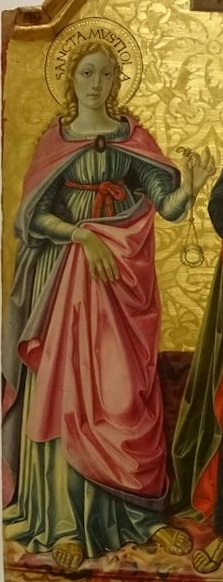
Die hl. Mustiola mit dem Verlobungsring Marias, Altarretabel, Perugia 1476, Detail

### Chiusi
Der Ring war vor seiner Entwendung nach Perugia im Jahr 1473 jahrhundertelang die kostbarste Reliquie von Chiusi. Wie er dorthin gelangte und wie er als Verlobungsring Marias identifiziert wurde, ist nur legendarisch überliefert. Danach ließ Judith, eine Nichte Ottos III. und Ehefrau Hugos von Tuszien, der meist in Chiusi residierte, in Rom bei einem Juden aus Jerusalem kostbaren Schmuck für sich einkaufen. Darunter befand sich der Ring, von dem der Jude sagte, es sei der Verlobungsring Marias, der in seiner Familie generationenlang weitergegeben worden sei. In Chiusi angekommen, gab sich der Ring durch große Wunderzeichen zu erkennen. Er wurde in die damalige Kathedrale von Chiusi gebracht, die Basilika der hl. Mustiola.
Die Aufbewahrung in Santa Mustiola ist möglicherweise Ursprung der zweiten, abweichenden Herkunftslegende. Ihr zufolge hatte der Apostel Johannes den Ring zusammen mit anderen Marienandenken in seinem Besitz und brachte ihn im Jahr 95 nach Rom. Dort gelangte er an den Kaiserhof und wurde als Amulett verwendet, bis die Christin Mustiola, eine Verwandte des Kaisers Marcus Aurelius Claudius, ihn an sich brachte. Wegen der Christenverfolgung unter Aurelian floh sie nach Chiusi. Dort erlitt sie das Martyrium und nahm den Ring mit ins Grab, wo er später beim Bau ihrer Grabeskirche gefunden wurde.
Um 1250 wurde der Ring in die Kathedrale San Secondiano übertragen, was einen langen Konflikt zwischen den Regularkanonikern von Santa Mustiola und dem Domkapitel zur Folge hatte. 1420 schließlich vertraute ihn Bischof Pietro Paolo Bertini den Franziskaner-Konventualen von San Francesco an. Die Basilika der hl. Mustiola wurde im 18. Jahrhundert aufgegeben und abgetragen.

### Perugia
Ende Juli 1473 ereignete sich jener Orts- und Besitzwechsel des Rings, der entsprechend den gegensätzlichen Perspektiven sehr verschieden dargestellt wurde. Für die Chiusiner war es ein von Perugia eingefädelter Diebstahl aus Eigennutz und Gewinnsucht, für die Perugianer ein von Gott bzw. der Gottesmutter gewollter und unterstützter Vorgang. Die Schlüsselrolle spielte ein aus Mainz stammender Franziskanerbruder Winter (Fra Venterio), der seit 1469 dem Konvent in Chiusi angehörte. Nach eigener Aussage im späteren Verhör war er von seinen Mitbrüdern grundlos eines Kelchdiebstahls beschuldigt und dafür im Stadtgefängnis vierzig Tage in schwerem Kerker gehalten worden. Nach der Rückkehr im Konvent weiter angefeindet, beschloss er, nach Deutschland zurückzureisen und den kostbaren Ring mitzunehmen. Mit selbstgefertigten Nachschlüsseln gelang ihm die nächtliche Entwendung und er brach auf. Auf dem Weg wurde er jedoch durch dichten Nebel und ein nachfolgendes Lichtphänomen davon überzeugt, den Ring nach Perugia zu bringen, wo die Reliquie nach strenger Untersuchung durch die städtische Obrigkeit als ein Geschenk des Himmels angenommen und Anfang August dem Volk feierlich gezeigt wurde. Eine Truhe mit Eisengitter und elf Schlössern wurde angefertigt; die elf Schlüssel sind bis heute in den Händen verschiedener kirchlicher und kommunaler Autoritäten.
Die Proteste Chiusis in Perugia und beim Papst – Perugia gehörte zum Kirchenstaat – blieben ohne Erfolg. In den folgenden dreizehn Jahren kam es zu schweren Auseinandersetzungen, bei denen Chiusi von Siena unterstützt wurde, zu dessen Territorium es gehörte. Wirtschaftliche Repressalien, Wasserabgrabung, Straßen- und Brückenzerstörungen, gegenseitiger Ausschluss aus dem Stadtbezirk, Asyl für verurteilte Verbrecher aus der jeweils anderen Stadt, Aufrüstung und offizielle Kriegsdrohung prägten diese Zeit.
Papst Sixtus IV. verfügte 1480, dass der Heilige Ring nach Rom in die Marienbasilika Santa Maria Maggiore gebracht werden sollte. Perugia sollte mit anderen Reliquien entschädigt werden. Perugia weigerte sich jedoch. 1486 sprach Innozenz VIII. den Ring endgültig Perugia zu.
Bruder Winter verbrachte die weiteren dreißig Jahre seines Lebens als Rektor von San Giovanni di Piazza und städtischer Pensionär in Perugia und erhielt nach seinem Tod ein Grab und ehrendes Epitaph im Dom. Für den Heiligen Ring wurden im Dom die Josefskapelle, das silberne Turmreliquiar (1498–1511) und die weiteren Ausschmückungen der Barockzeit geschaffen. Pietro Perugino schuf für die Josefskapelle um 1503 das Altarbild Vermählung Mariens. Es wurde 1797 von napoleonischen Truppen geraubt und befindet sich heute im Musée des Beaux-Arts in Caen. 1825 malte Jean-Baptiste Wicar im Auftrag der Bruderschaft vom Heiligen Ring als Ersatz eine neue Vermählung Mariens, das heutige Altarbild.
Heute wird der Heilige Ring als „Denkmal“ (memoriale) für die gemeinsame Teilnahme von Maria und Josef am Geheimnis der Inkarnation verstanden sowie als Zeichen der ehelichen Treue, die nach katholischem Glauben Gottes Treue sakramental abbildet.